# Henryk Morel
Henryk Morel (ur. 11 marca 1937 w Goleniowach, zm. 11 lipca 1968 w Cimochowiznie) – polski rzeźbiarz, ceramik, rysownik, pedagog, współautor spektakli audiowizualnych. Artysta (dekady 1958–1968), którego prace miały wpływ na kształt nowoczesnego języka polskiej rzeźby lat 60.
Uczęszczał w latach 1953–1957 do Państwowego Liceum Technik Plastycznych w Zakopanem. Studiował w warszawskiej Akademii Sztuk Pięknych na wydziale rzeźby w pracowni prof. Ludwiki Nitschowej i w pracownia prof. Jerzego Jarnuszkiewicza. Dyplom z wyróżnieniem w pracowni prof. J. Jarnuszkiewicza za pracę dyplomową (tytuł pracy dyplomowej: „Wpływ skojarzeń na reakcje emocjonalne”). W latach 1961–1963 studiował równolegle na wydziale wzornictwa przemysłowego warszawskiej uczelni w pracowni prof. Jerzego Sołtana, gdzie otrzymał absolutorium na podstawie pracy Traktor. Po dyplomie pracował warszawskiej ASP (w 1963 r.) na stanowisku asystenta w pracowni prof. Jerzego Jarnuszkiewicza. Członek grupy artystycznej Rekonesans. Prace artysty znajdują się m.in. w zbiorach Muzeum Sztuki w Łodzi, Muzeum Pomorza Środkowego w Słupsku.
Wystawy indywidualne:
- 1964 – Wpływ skojarzeń na reakcje emocjonalne, Galeria Pegaz, Zakopane
- 1966 – 5 x seans audio-wizualny (Grzegorz Kowalski, Zygmunt Krauze, Henryk Morel, Cezary Szubartowski), Galeria Foksal, Warszawa
- 1967 – Henryk Morel – rzeźba, Ryszard Winiarski – malarstwo, BWA, Lublin
- 1967 – Przestrzeń i wyraz, w ramach wystawy Przestrzeń o wielozmysłowej pecepcji – akcja – instalacja, Henryk Morel, Piotr Perepłyś, III Wystawa i Sympozjum Plastyki „Złote Grono”, Muzeum Okręgowe, Zielona Góra
- 1968 – Kompozycja przestrzenno-muzyczna, Teresa Kelm, Zygmunt Krauze, Henryk Morel, Galeria Współczesna, Warszawa
- 1996 – Henryk Morel 1937-1968, rzeźba, rysunek, kompozycja przestrzenna, Galeria Zachęta, Warszawa
- 1996 – Henryk Morel 1937-1968, rzeźba, rysunek, kompozycja przestrzenna, BWA, Poznań
- 1997 – Henryk Morel, Międzynarodowe Centrum Sztuki, Kraków

Wybrane wystawy zbiorowe:
- 1964 – Małe formy drewniane, Towarzystwo Przyjaciół Sztuk Pięknych, Warszawa
- 1965 – Warszawa w sztuce, Galeria Zachęta, Warszawa
- 1965 – III Wystawa Grupy Rekonesans, Galeria Sztuki MDM, Warszawa
- 1966 – Ogólnopolska Wystawa Rzeźby Młodych, BWA, Kraków
- 1966 – Sztuka w zmieniającym się świecie – I Sympozjum Artystów i Naukowców, Puławy
- 1967 – Porównania II, BWA, Sopot
- 1967 – II Biennale Form Przestrzennych, Galeria EL Elbląg
- 1967 – Plener koszaliński, Osieki
- 1968 – Wystawa rzeźby, Galeria Zachęta, Warszawa
- 1968 – 2. Triennale Rysunku, Muzeum Miasta Wrocławia, Wrocław
- 1975 – 25 lat pracy pedagogicznej Jerzego Jarnuszkiewicza, Galeria Zachęta, Warszawa
- 1984 – Rzeźba polska 1944-1984, BWA, Poznań
- 1991 – Magowie i mistycy, CSW Zamek Ujazdowski, Warszawa